# Rapport Leuchter
Le rapport Leuchter est un document écrit par l'Américain Fred A. Leuchter (en) en 1988 dans le cadre de la défense de l’éditeur néonazi Ernst Zündel devant un tribunal canadien. Il rédige ce rapport sous la houlette du négationniste français Robert Faurisson et contre rémunération [réf. nécessaire], après avoir visité les chambres à gaz d’Auschwitz et de Majdanek. Il y tente de démontrer la prétendue « impossibilité technique » de ces dernières.
Leuchter fut disqualifié en tant qu'expert durant le procès, n'ayant ni les diplômes ni le titre d'ingénieur qui lui auraient permis de s'exprimer en tant que tel. Il s’avéra par ailleurs qu’il n’avait aucune expérience professionnelle réelle en matière de construction de chambres à gaz et il fut poursuivi pour avoir abusé du titre d'ingénieur.
Le contenu de son rapport a été réfuté sur tous les plans. Son analyse et ses conclusions quant aux résidus laissés par l’utilisation du Zyklon B à Auswchitz ont été démenties par une étude publiée en 1994 par l’Institut de recherche médico-légale de Cracovie. Ses considérations techniques et historiques sur la prétendue « impossibilité technique » du fonctionnement des chambres à gaz d’Auschwitz et de Majdanek ont été réfutées notamment par le pharmacien Jean-Claude Pressac, ou encore par exemple à l’occasion du jugement rendu en avril 2000 contre le négationniste anglais David Irving dans le procès en diffamation qu’il avait intenté à l’historienne Deborah Lipstadt.
Ce rapport discrédité est toujours largement diffusé au sein des cercles négationnistes,.

## Contexte
Ernst Zündel, pamphlétaire allemand néo-nazi et éditeur vivant au Canada, a été jugé en 1985 pour avoir publié la brochure négationniste du membre du British National Front (en) Richard Verrall, « Did Six Million Really Die ? », sous le pseudonyme de Richard E. Harwood. Accusé de violer les lois canadiennes sur la diffusion de fausses nouvelles, il a été d'abord reconnu coupable avant que cette condamnation ne soit annulée en appel pour violation de la liberté d'expression,,. C’est au cours de ces procès que plusieurs allégations à caractère négationnistes - compilées par la suite dans un rapport - ont été évoquées par l’accusé et ses défenseurs.
Pendant ces procès, Zündel et ses avocats ont été rejoints par Robert Faurisson, un universitaire français négationniste, venu à Toronto pour conseiller la défense,. Il a également été conseillé par David Irving, un écrivain négationniste anglais, qui a aussi été appelé à témoigner.
Cité comme « expert », Faurisson a notamment affirmé, en se basant sur des comparaisons avec les chambres à gaz américaines, qu'il était techniquement et physiquement « impossible » que les chambres à gaz d'Auschwitz aient été conçues pour une extermination de masse. Il a donc suggéré de faire témoigner un gardien de prison américain ayant participé à des exécutions par le gaz.
C'est dans cette optique que Faurisson et Irving ont invité Bill Armontrout, gardien du pénitencier de l'État du Missouri. Celui-ci leur a suggéré de contacter Fred A. Leuchter, un concepteur d'équipement d'exécution à Boston. Faurisson rapporte que Leuchter se serait dit convaincu au bout de deux jours de discussion avec lui que l’extermination de masse par le gaz n’a jamais existé.
Après avoir rencontré Zündel à Toronto et accepté de comparaître comme témoin expert durant le procès, Leuchter a passé une semaine en Pologne en février 1988, accompagné de son épouse, d'un dessinateur, d'un cinéaste (fourni par Zündel) et d'un traducteur. Bien que Zündel et Faurisson ne les aient pas accompagnés durant ce voyage, Leuchter a affirmé qu'ils étaient avec eux « à chaque pas de ce chemin »,,.
En Pologne, le groupe a passé trois jours dans le camp d'Auschwitz avant de visiter celui de Majdanek. Leuchter a notamment été filmé dans ces anciens camps en train de collecter illicitement ce qu'il considère être des échantillons de preuves médico-légales - des débris des anciennes installations d'extermination à gaz - tandis que son épouse et le traducteur guettaient la présence de vigile.
Les dessins représentant le lieu du prélèvement des 30 échantillons ainsi que le cahier de Leuchter détaillant ses expérimentations ont été remis comme preuves au tribunal de première instance. Leuchter a affirmé que ses conclusions étaient fondées sur sa connaissance approfondie des chambres à gaz, sur son inspection visuelle de ce qui restait des structures d'Auschwitz et sur des dessins originaux de celles-ci ainsi que sur certains plans qui lui ont été fournis, selon lui, par des responsables du musée d'Auschwitz.

## Rapport
La version compilée du rapport, établi contre rémunération, a été publiée sous plusieurs noms :
- The Leuchter Report : Un rapport d'ingénierie sur les présumées chambres à gaz d'exécution d'Auschwitz, Birkenau et Majdanek, en Pologne (éditions Samisdat - la maison d'édition d'Ernst Zündel)
- Auschwitz : The End of the Line. Le rapport Leuchter : Le premier examen médico-légal d'Auschwitz (Focal Point Publications - la maison d'édition de David Irving)[16].

Le tribunal a accepté le rapport comme preuve mais non comme preuve directe. Leuchter était donc tenu de l'expliquer ainsi que de prêter serment quant à la véracité de ses conclusions.
Avant de prêter serment, il fut interrogé par le tribunal. Très rapidement, il s'est avéré que Leuchter n'avait pas toutes les qualifications requises. Il a admis ne pas être toxicologue. Il a par ailleurs remis en cause la nécessité d'avoir un diplôme en ingénierie, comme le montre le dialogue qui suit.
« LA COUR : "Comment travaillez-vous en tant qu'ingénieur si vous n'avez pas de diplôme d'ingénieur ?
LE TEMOIN : Votre Honneur, j'aimerais vous demander, qu’est ce qu’un diplôme d’ingénieur ? J'ai une licence ès arts ; j'ai donc la formation de base requise et la pratique sur le terrain pour effectuer ma fonction d'ingénieur.
LA COUR : Qui le détermine ? Vous-même ?"
— Échange entre Leuchter et le juge Thomas, "Sa Majesté la Reine contre Ernst Zündel", Cour de district de l'Ontario 1988, p. 8973 (p. 164). »
Les compétences de Leuchter dans le domaine de l'ingénierie ont été remises en cause durant tout le procès. Il a lui-même admis sous serment qu'il n'avait en sa possession qu'une licence d'arts. Il a ensuite suggéré que le diplôme d'ingénieur lui était indisponible car son université n'en n'offrait pas à son époque. En réalité, à l'époque où Leuchter était étudiant, l'université de Boston offrait pourtant trois types de diplômes correspondant à la qualification d'ingénieur.
Par ailleurs, Leuchter a prétendu avoir obtenu la plupart des documents fondant ses conclusions - y compris les plans originaux des crématoires - des Archives des camps d'Auschwitz et de Majdanek. Il a affirmé que ces plans avaient une importance primordiale dans la formulation de ses conclusions, bien plus que les échantillons qu'il a lui-même recueillis. Selon le directeur du musée d'Auschwitz - qui s'exprimait après le procès -, Leuchter n'a pu recevoir ces plans. Il n'a pas plus d'expérience sur le domaine des chambres à gaz.
Enfin, la méthodologie utilisée par Leuchter a également été critiquée lors du procès. Le juge Ronald Thomas l'a même qualifiée de « ridicule » et d'« absurde ». Nombre des conclusions de ce rapport ont été rejetées au motif qu'elles étaient fondées sur des « informations de seconde main ». Ses affirmations sur les effets du Zyklon B sur les humains ont été jugés irrecevables car Leuchter - n'étant ni toxicologue ni chimiste - n'a jamais travaillé avec cette substance.
Le juge Thomas a donc disqualifié les conclusions de Leuchter, comme le montre cette citation : « Dans ce rapport, son opinion est qu'il n'y a jamais eu de gazage ou qu'il n'y a jamais eu aucune extermination dans ces installations. En ce qui me concerne et d'après ce que j'ai entendu, il n'est pas en mesure de donner cette opinion. Il n'est pas en mesure de dire, comme il le dit si profondément dans ce rapport, ce qui n'aurait pas pu être fait à l'intérieur de ces installations."
— Le Juge Thomas, "Sa Majesté la Reine contre Ernst Zündel", Cour de district de l'Ontario 1988, p. 9049-9050 (p. 166). » Sur le fonctionnement des fours crématoires, le juge a également refusé d'entendre Leuchter car « il n’a aucune expertise »,.
Par ailleurs, durant le procès, Leuchter a déclaré qu'il y avait des consultations en cours avec la société chimico-industrielle DuPont à propos d'analyses d'échantillons contenant du cyanure de sodium et du cyanure d'hydrogène. La société DuPont - qui est le plus grand fabricant américain de cyanure d'hydrogène - a pour sa part déclaré qu'elle n'a « jamais fourni d'informations [...] à des personnes se présentant comme négationnistes, y compris Fred Leuchter » et qu'elle n'a « jamais fourni d'informations sur l'utilisation du cyanure à Auschwitz, Birkenau ou Majdanek ».
Leuchter fut poursuivi après le procès pour avoir abusé du titre d'ingénieur,.

## Les allégations et les critiques
Le contenu du rapport - et en particulier la méthodologie utilisée par Leuchter - a été fortement critiqué. James Roth, le directeur du laboratoire qui a effectué l'analyse sur les échantillons recueillis par Leuchter, a également prêté serment durant le procès. Les objectifs de ce procès ne lui ont été dévoilés qu'à la fin de son témoignage.
La première conclusion de Roth est que le cyanure n'a pu pénétrer qu'à une profondeur d'environ 10 micromètres, soit le dixième de l'épaisseur d'un cheveu humain. Cet élément pourrait donc a priori renforcer les idées défendues par l'accusé, qui tente de prouver qu'il n'y a pas eu d'extermination de masse via un procédé systématique de gazage dans des chambres dédiées.
Or, les échantillons de brique, de mortier et de béton que Leuchter a prélevés étaient tous d'une épaisseur indéterminée. Le laboratoire - n'étant pas conscient de cet élément - a broyé chacun des échantillons en une fine poudre. La couche contenant du cyanure a donc été mélangée avec une quantité indéterminée de brique, de mortier ou de béton. Les analyses étaient donc faussées. Une analyse plus précise aurait été obtenue en analysant uniquement la surface des échantillons prélevés par Leuchter. Roth a affirmé que son étude était comparable à l'analyse d’une peinture murale qu'on ferait en analysant le bois derrière le mur.
En dehors des réactions à l'issue du procès, les conclusions historiques et techniques du rapport Leuchter furent rejetées par le chimiste Jean-Claude Pressac, notamment sur « l'impossibilité », selon Leuchter, de faire fonctionner les chambres à gaz qui existaient alors à Auschwitz et à Majdanek. Le jugement rendu en 2000 contre David Irving fut également l'occasion de rappeler la pseudo-scientificité du rapport

### Le bleu de Prusse
Selon Leuchter, l'impossibilité d'une extermination par le gaz à Auschwitz repose sur une analyse des résidus de cyanure trouvés dans les chambres d'extermination et dans les chambres de désinfection d'Auschwitz. Selon lui, alors que les deux types d'installation ont été exposées à la même substance - le Zyklon B - de nombreuses chambres de désinfection sont colorées avec un composant à base de fer connu sous le nom de bleu de Prusse. En revanche, toujours selon Leuchter, ce composant n’apparaît pas dans les chambres à gaz d’extermination.
Par ailleurs, d'après des échantillons qu'il a lui-même analysés, Leuchter prétend avoir détecté une plus grande quantité de produits toxiques dans les chambres de désinfection en comparaison avec les chambres à gaz. Ils jugent donc les quantités trouvées dans les chambres d'extermination insuffisantes pour tuer des hommes. Cet argument est souvent cité par les négationnistes, et des allégations similaires sont également faites par Germar Rudolf.

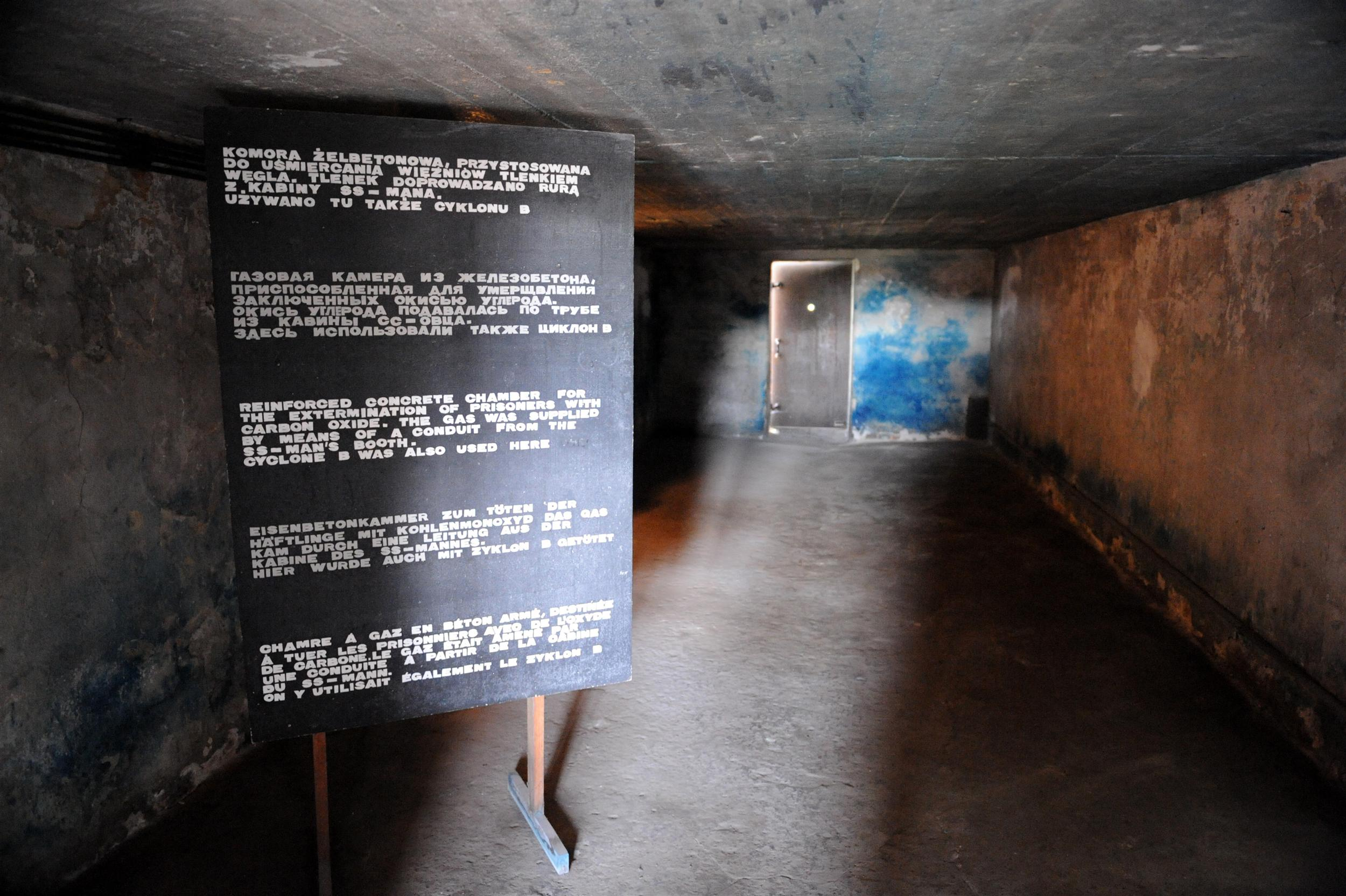
Chambre à gaz dans le camp de concentration de Majdanek avec des résidus de bleu de Prusse

Comme l'explique le Dr Richard J. Green, « afin de démontrer l’importance de leurs résultats, il était nécessaire pour Leuchter ou Rudolf de prouver la nécessité de la formation du bleu de Prusse dans les conditions d’utilisation des chambres à gaz homicides. Montrer que le bleu de Prusse est présent dans les chambres d’épouillage et absent dans les chambres à gaz homicides ne prouve rien, si on ne peut démontrer que les conditions dans les chambres à gaz étaient de nature à produire du bleu de Prusse ».
En d'autres termes, selon Green, il manque un élément important dans le raisonnement de Leuchter. Il souligne qu'il n'a pas démontré que le bleu de Prusse est une substance qui apparaîtrait forcément dans les chambres d’extermination par le gaz. Son absence n'est donc pas en soi la preuve qu'aucune extermination par gaz n'aurait eu lieu.
En réalité, l'exposition au cyanure n'est qu'un facteur parmi plusieurs autres intervenant dans la formation de bleu de Prusse. Par ailleurs, la différence entre les quantités mesurées dans les chambres de désinfection et dans les chambres d’extermination tend à prouver l'exact opposé de ce qu’affirment les négationnistes. En effet, les insectes ont une résistance beaucoup plus élevée au cyanure, supportant des niveaux de concentration allant jusqu'à 16 000 ppm (parties par million) et un temps d'exposition de plus de 20 heures (allant même jusque 72 heures) avant de succomber. Ceci, alors qu'une concentration de cyanure de seulement 300 ppm est, en quelque vingtaine de minutes, fatale à l'homme. Cette différence entre les hommes et les insectes est l'une des raisons expliquant les inégalités de concentration trouvées dans les deux types de chambre, l'une pour tuer les hommes, l'autre les insectes.
Un autre élément important intervenant dans la formation de bleu de Prusse est le pH. Or, cet élément - très sensible - est affecté par la simple présence d'êtres humains. Il est important de préciser que les ruines des crématoires à Birkenau ont été exposées aux intempéries pendant plus de quarante ans avant que Leuchter ne vienne y recueillir ses échantillons alors que les chambres de désinfection demeuraient intactes. Cela a grandement affecté les résultats des analyses, car contrairement au bleu de Prusse et aux autres cyanures à base de fer, les sels de cyanure sont très solubles dans l'eau. Donc, l'absence de bleu de Prusse n'est pas un élément pouvant démontrer qu'il n'y a pas eu d’extermination par voie de gazage.
Conclusions : Étant donné que la formation du bleu de Prusse n'est pas une preuve inconditionnelle de l'exposition au cyanure, celui-ci n'est pas un indicateur fiable. Leuchter et Rudolf prétendent avoir découvert plus de cyanure dans les chambres de désinfection en comparaison avec les chambres de gaz mais leurs expériences étaient biaisées car leur indicateur n'était pas fiable.

#### L'enquête complémentaire polonaise
En février 1990, le professeur Jan Markiewicz, directeur de l'Institut pour la recherche médico-légale de Cracovie, a mené la même expérience mais en excluant tous les composés de fer. Les ruines des chambres à gaz de Birkenau – qui ont été lavées avec au moins 35 mètres d'eau, si on se base sur des données météorologiques depuis 1945 - n'avaient que peu de chances de contenir des traces de cyanure. Néanmoins, Markiewicz et son équipe, ayant eu la permission légale d'obtenir des échantillons, en ont recueilli près des zones le plus à l'abri possible des intempéries.
L'Institut pour la recherche médico-légale de Cracovie a démontré que des traces de cyanure étaient présentes dans toutes les installations où l'on prétend qu'elles ont été exposées, à savoir les cinq fours crématoires, même les caves du bloc 11 et les installations de désinfection. L'enquête dément alors les conclusions de Leuchter sur ce sujet.